# アラン・カーター
アラン・チャン・カーター（Alan Zhang Carter, 1997年12月16日 - ）は、シンガポール出身のプロ野球選手（投手）。右投右打。中国系アメリカ人で、中国名「張彦倫」（Zhang Yanlun）。

## 経歴
2022年のMLBドラフトでは指名がなく、ドラフト後にロサンゼルス・エンゼルスと契約した。
2023年はシーズン開催前の3月に開催された第5回ワールド・ベースボール・クラシック（WBC）の中国代表に選出された。8月にエンゼルスからリリースされた。
2024年はトロント・ブルージェイズとマイナー契約を結ぶも3月にリリース、その後アメリカン・アソシエーションのレイクカウンティ・ドッグハウンズと契約した。
2025年にアリゾナ州ツーソンで開催される2026年ワールド・ベースボール・クラシックの予選に出場する中国代表に選出された。登録名は中国名である張彦倫（Zhang Yanlun）。

## 家族
父のニックはアメリカ人で、母のマギーは中国人である。

## 詳細情報

### 代表歴
- 2023 ワールド・ベースボール・クラシック中国代表